# Erpetogomphus sabaleticus
Erpetogomphus sabaleticus – gatunek ważki z rodziny gadziogłówkowatych (Gomphidae). Występuje na terenie Ameryki Południowej.